# Welta

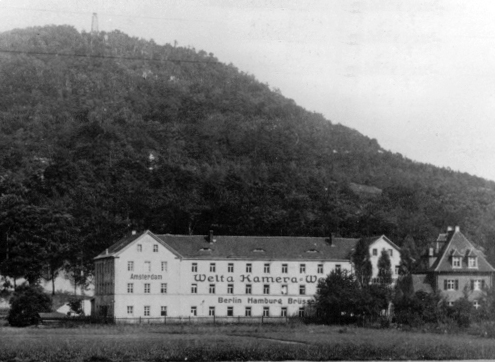
Welta-Kamerawerk in Freital. Das Gebäude wurde nach dem Hochwasser 2002 abgerissen.

Welta war ein deutscher Kamerahersteller in Freital (Sachsen) und ein Markenname von Fotoapparaten, die dort fabriziert wurden.

## Geschichte
Am 6. Mai 1914 gründeten die Kaufleute Walter Waurich und Theodor Weber im sächsischen Hainsberg das Weeka-Kamera-Werk. Sie beschäftigten zunächst nur zwei Mechaniker, die kleine Stückzahlen in Handarbeit gefertigter Plattenkameras herstellten. Schon 1919 standen acht Grundmodelle zur Verfügung, die durch Variationen beinahe 100 unterschiedliche Modelle ergaben. Die ersten Kameras trugen als Modellbezeichnung den Schriftzug Welta, der schon bald als Markenzeichen und später als Firmenname Welta Kamerawerke Waurich & Weber übernommen wurde. Ab 1923 nannte sich die Firma nur noch kurz Welta GmbH.
Im Herbst 1939 musste infolge des Kriegsbeginns die Produktion von Teilen für militärische Steuerungstechnik aufgenommen werden. Die Kameraherstellung wurde drastisch zurückgefahren, 1942 wurde komplett auf Rüstungsproduktion umgestellt. Die Welta fungierte fortan bis zum Kriegsende als Zulieferbetrieb für Zeiss Ikon und Radio H. Mende & Co. in Dresden. Als Reparationsleistung wurden nach dem Zweiten Weltkrieg im Juni 1945 die Fabrikationsanlagen demontiert. 1946 wurde die Welta GmbH durch den sächsischen Volksentscheid enteignet und zum VEB Welta-Kamera-Werke umstrukturiert.
Ab 1947 begann mit inzwischen hergestellten Werkzeugen die Produktion der Weltax. 1950 folgte der Zusammenschluss mit dem mittlerweile ebenfalls Volkseigenen Betrieb Reflekta-Kamerawerk Tharandt. Durch diesen Zusammenschluss kamen die erfolgreichen Modelle „Reflekta“ und die bereits fertig entwickelte „Reflekta II“ in das Produktportfolio von Welta, die Belegschaft wuchs auf 215 Arbeiter an. Die Ingenieure in Tharandt entwickelten diese nun für Welta bis 1954 weiter zur „Weltaflex“.
Im Jahr 1955 musste das baufällige Produktionsgebäude an der Leßkestraße geräumt und abgerissen werden. Die Produktion ging notdürftig in Ausweichwerkstätten weiter. Im Dezember 1956 zog die Welta zurück an die Leßkestraße in ein am gleichen Ort neu erbautes Fertigungsgebäude.
Die Welta-Belegschaft war 1957 auf über 600 Beschäftigte gewachsen. Um dieses Arbeitskräftepotential auszunutzen, wurden neben Kameras auch Bordgeräte für das im Flugzeugwerk Dresden produzierte Passagierflugzeug Iljuschin Il-14 hergestellt. Ein Hintergrund dafür war auch, dass die bisher von Welta angebotenen Kleinbild- und Roffilmkameras mit ihrer Springmechanik und der fehlenden Kupplung zwischen Filmtransport und Verschlussaufzug in der zweiten Hälfte der 1950er Jahre veraltet waren und nicht mehr den Käuferwünschen entsprachen. Es fehlte eine moderne Tubuskamera mit gekoppeltem Verschluss. Die Halbformat-Sucherkamera „Orix“, die diese technischen Ansprüche erfüllte und mit ihrem modernen Äußeren auch dem Zeitgeschmack folgte, war noch ein Entwicklungsprojekt, das unter dem Konstruktionsleiter Walter Hennig (1908 - 1977) im VEB Zeiss Ikon begonnen worden war. Doch die Stehbild-Sparte dieses Betriebes wurde im Frühjahr 1957 wohl aufgrund einer drohenden Niederlage in den Auseinandersetzungen um die Markenrechte mit der Zeiss Ikon AG in Stuttgart unvermittelt dem VEB Kamera-Werke Niedersedlitz angegliedert. Die Patente zur „Orix“ wurden in der Bundesrepublik hingegen unter dem VEB Feinmeß Dresden angemeldet. Noch bevor diese unruhige Phase mit der Gründung des VEB Kamera- und Kinowerke Dresden (KKWD, dem späteren VEB Pentacon) abgeschlossen werden konnte, wurde die „Orix“ unter der Herstellerbezeichnung VEB Welta-Kamera-Werke auf der Leipziger Herbstmesse 1958 auf den Markt gebracht. Mit Gründung des VEB KKWD zum 1. Januar 1959 wurden auch die Welta-Werke in diesen neuen Kamera-Großbetrieb eingegliedert, weshalb die Herstellerbezeichnung Welta vom Markt verschwand. Spätestens zu diesem Zeitpunkt wurde die „Orix“ als „Penti“ vertrieben. Deren Nachfolgemodelle „Penti I“ und „Penti II“ wurden noch bis 1977 hergestellt.
Die Produktionsstätte der Welta wurde samt 472 Beschäftigter zum 1. Januar 1960 an das VEB Prüfgerätewerk Medingen übertragen, das mit der Umstellung der Produktion von Kameras hin zu Laborgeräten und Labortechnik begann. Das Prüfgerätewerk hatte noch einige Jahre seinen Sitz an der Leßkestraße und bezog dann einen neuen Sitz am Goetheplatz. Das alte Welta-Gebäude wurde nach dem Elbhochwasser 2002 abgerissen.

## Modelle
Das Unternehmen brachte insgesamt eine relativ überschaubare Reihe Kameras auf den Markt, allerdings in zahlreichen Ausführungen und Varianten. Hier ein Auszug:

### Dubla
Die Dubla Zweiverschluss war eine hochwertige und präzise Plattenkamera im Format 9 × 12 cm von etwa um 1925. Spätere Modelle konnten bis zu 10 × 15 cm. Das Besondere an der Dubla ist das Querformat, der dreifache Auszug und der Doppelverschluss, ein Compur-Zentralverschluss im Objektiv und ein zusätzlicher Tuchschlitzverschluss mit bis zu 1/1000s.

### Perle
Unter der Bezeichnung Perle wurden von Welta viele verschiedene Modelle in vielen verschiedenen Formaten hergestellt. Die Palette reicht von Mittelformat 4,5 × 6 cm, 6 × 6 cm (120er Film) über 6 × 9 cm, 5 × 8 cm für 129er Film bis 6,5 × 11 cm für 116er Film.

### Perfekta und Superfekta

Welta Perfekta

Die Perfekta ist eine TLR im Mittelformat 6 × 6 cm aus dem Jahr 1933. Die Superfekta ist eine im Format auf 6 × 9 cm erweiterte Perfekta aus dem Jahr 1935.

### Welta 35

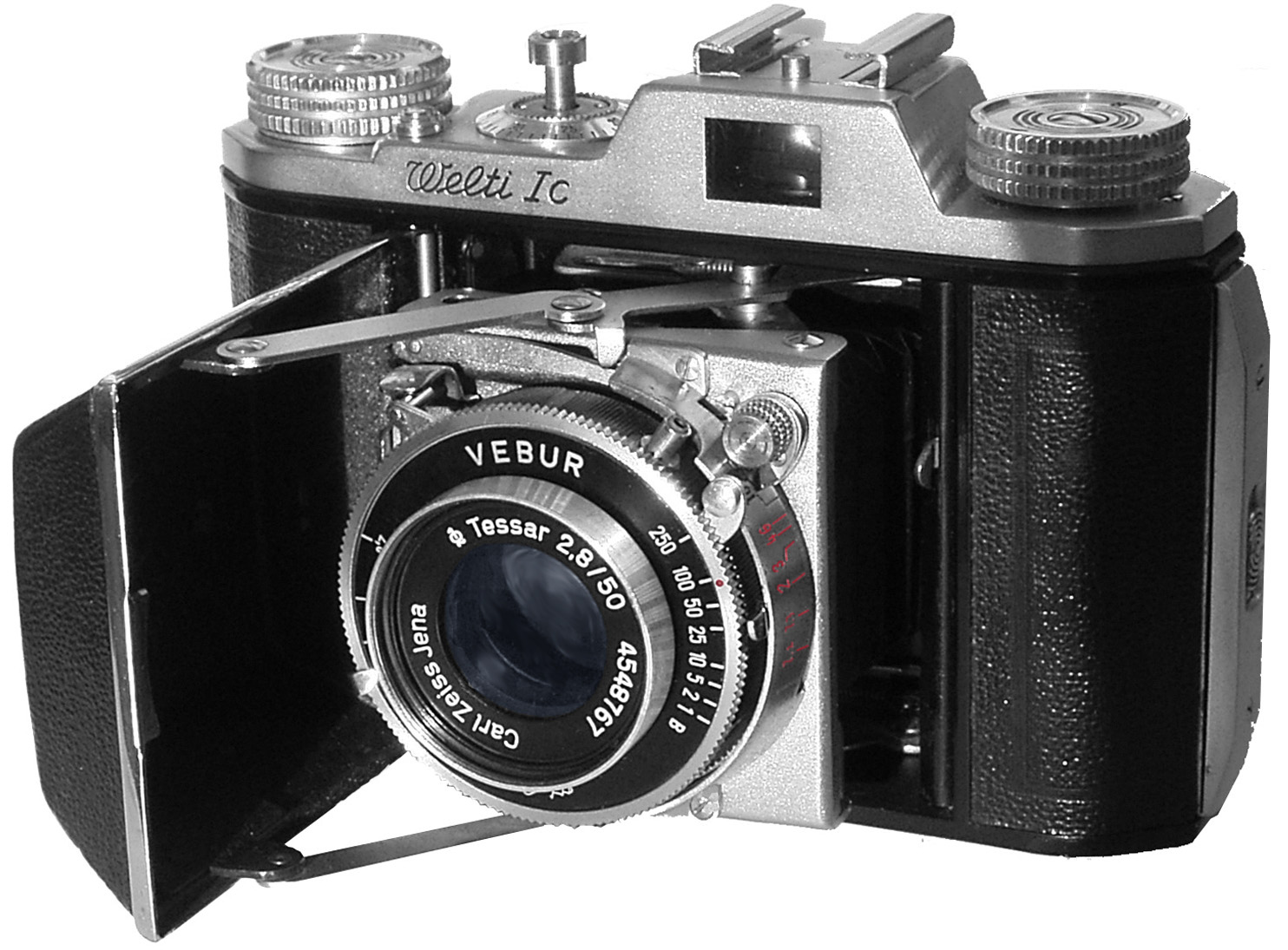
Welti 1c mit Carl Zeiss Tessar

Klappkamera im Kleinbildformat von 1935.

### Welti
Die Welti ist eine 35-mm-Klappkamera, die von 1935 bis in die 1960er Jahre hergestellt wurde. Sie gehört zu einer Gruppe sehr ähnlicher Kameras, zu denen auch die kostengünstigeren Kameras Weltix und Watson gehören. Während der Produktionszeit wurden zahlreiche Verbesserungen und Änderungen vorgenommen. Die Kameras wurden mit unterschiedlichen 50mm-Objektiven von Meyer, Schneider, Steinheil oder Carl Zeiss ausgestattet. Alle Modelle verfügen über einen optischen Sucher mit einem mechanischen Parallaxenausgleich, einer Schärfentiefe-Tabelle auf einer Metallplatte, die an der Rückseite der Kamera angebracht ist, manuell gespannte Verschlüsse und Rändelknöpfe für Filmvorlauf und Rücklauf. Die nach dem Zweiten Weltkrieg in der DDR hergestellten Modelle tragen die Bezeichnung Welti 1, teilweise mit einem zusätzlichen Buchstaben.

### Weltini
Messsucherkamera im Kleinbildformat mit gekuppeltem Entfernungsmesser von 1937. Die Weltini basierte auf der Welti, von der auch das eigentliche Kameragehäuse mit dem Compur-Rapid-Verschluss übernommen wurde, ergänzt um den Messsucher. Aufgrund der Teilegleichheit des Grundgehäuses vereinfachte dies zwar die Fertigung, machte die Handhabung jedoch etwas kompliziert, denn Filmtransport und -rückspulung sowie Verschlussaufzug befanden sich somit auf der nunmehrigen Unterseite der Kamera, während Messsucher und Auslöser auf der Oberseite waren. Die Kamera wurde in zwei Ausführungen hergestellt, die offiziell beide Weltini genannt wurden, heutzutage jedoch unter den Namen Weltini I und Weltini II bekannt sind. Die beiden Kameras unterscheiden sich hauptsächlich in der Gehäuseform des angesetzten Messsuchers sowie in der Auswahl der ab Werk angesetzten Objektive.
Die Weltini I wurde von 1937 bis 1938 hergestellt. Das kantige Gehäuse des Messsuchers ist etwas kürzer als das eigentliche Kameragehäuse. Die ab Werk lieferbaren Objektive, alle mit 50 mm Brennweite, waren ein Schneider Kreuznach Xenar 1:2 oder ein Xenar 1:2,8, sowie ein Tessar 1:2,8 von Carl Zeiss Jena.
Bei der von 1938 bis 1942 hergestellten Weltini II war das abgerundete Gehäuse des Messsuchers ebenso lang wie das Kameragehäuse, auf dem Messsuchergehäuse befand sich nunmehr eine Schärfentiefe-Tabelle. Die lieferbaren Objektive, wiederum alle mit 50 mm Brennweite, waren von Schneider Kreuznach ein Xenon 1:2 sowie ein Xenar 1:2,8, von Carl Zeiss Jena ein Tessar 1:2,8, und außerdem ein Elmar 1:3,5 von Leitz. Die Weltini II war damit die einzige Kamera, die neben den von Leica hergestellten Sucherkameras mit dem Leitz Elmar ausgestattet wurde. Diese Variante wurde jedoch nur in geringen Stückzahlen produziert.

### Weltax
Die Weltax ist eine kompakte Klappbalgenkamera im Mittelformat 6×6/4,5×6 cm (Zweiformatkamera), die zwischen 1939 und 1959 gebaut wurde.

### Belfoca

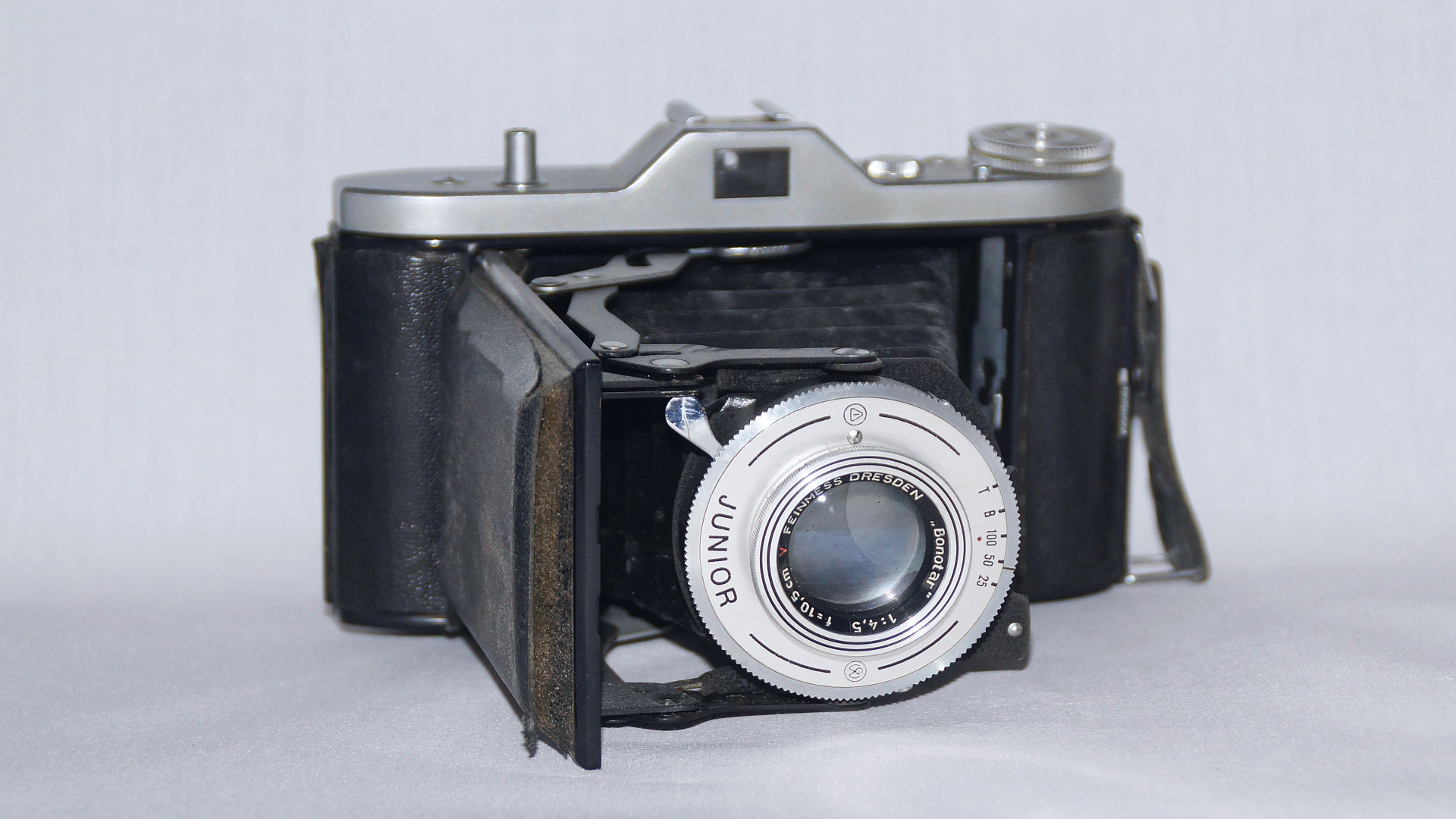
Welta Belfoca II
Objektiv Bonotar verbaut auf 105 mm, f 1:4.5. (Ehem. Feinmess Dresden)

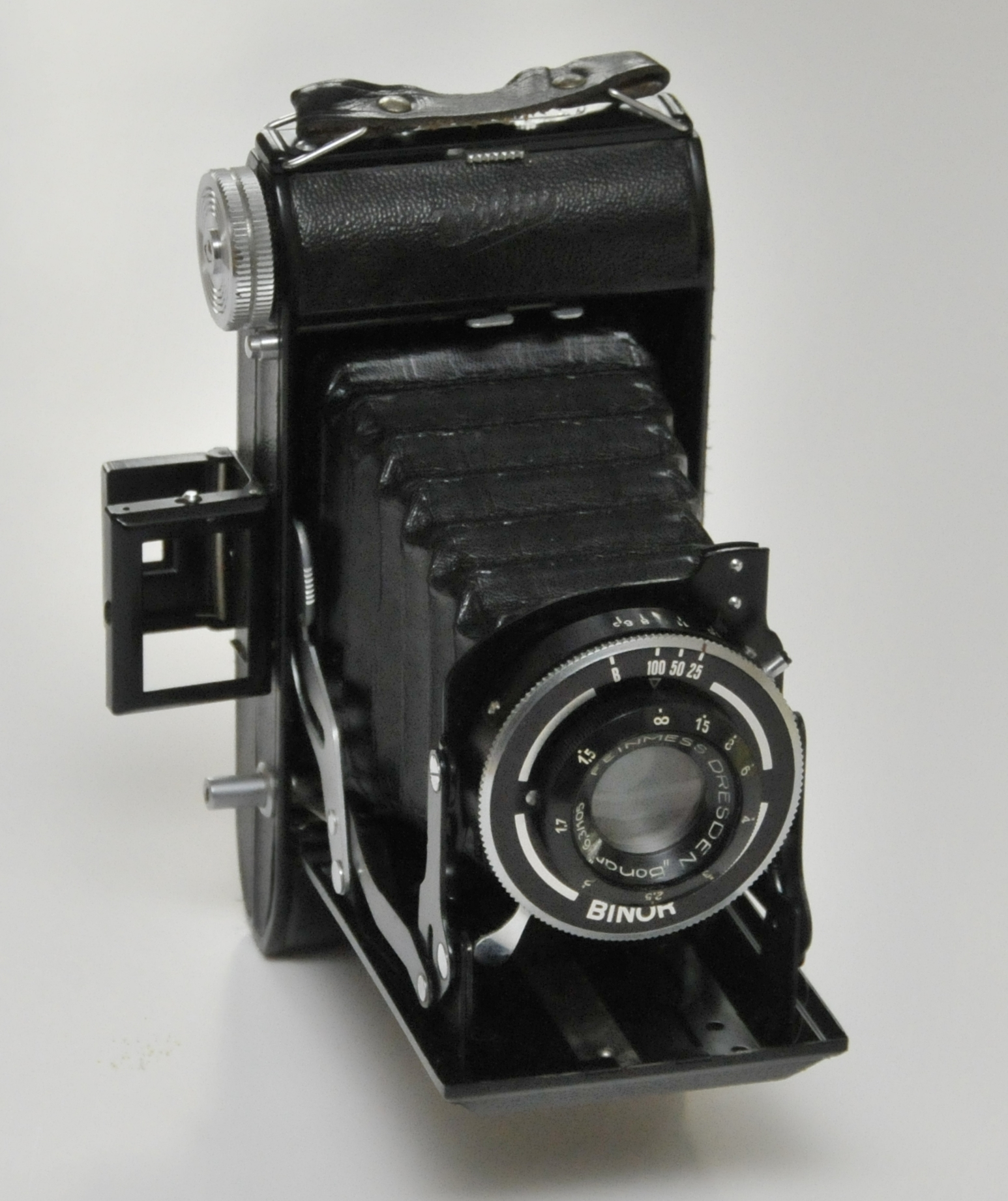
Welta Belfoca I

Die Belfoca ist eine kompakte Klappbalgenkamera im Mittelformat 6x6/6x9 cm (Zweiformatkamera). Herstellungsdatum von 1952 bis 1959. Alle Modelle waren ausgestattet mit: Klappsucher, selbstspannendem Automatik-Verschluss, Blitzlichtanschluss, Stativgewinde. Die Kameras benötigten für das kleinere Format eine Metallmaske, die in den Strahlengang eingelegt werden musste. Im Sucher musste zur Ausschnittverkleinerung eine Abdeckung herunter geklappt werden.
Es gab die Modelle:
- Belfoca I Bonotar (Objektiv) Tempor (Verschluss) (ab 1952): Objektiv Feinmess Dresden Bonotar 4,5/105mm, mit Brillantsucher, Blende 6,3 bis 16, Verschluss Tempor (T, 1/1 bis 1/250 Sek.)
- Belfoca II Bonotar Junior (ab 1958): Objektiv Feinmess Dresden Bonotar 4,5/105mm, ohne Brillantsucher, Blende 4,5 bis 16, Verschluss Junior (B, T, 1/25 bis 1/100 Sek.)
- Belfoca III Bonar Binior (ab 1959): Objektiv Feinmess Dresden Bonar 6,3/105mm, ohne Brillantsucher, Blende 6,3 bis 16, Verschluss Binior (B, 1/25 bis 1/100 Sek.)

### Reflecta

#### Reflekta
(Schreibweise mit „k“ ab 1949)

#### Reflekta II

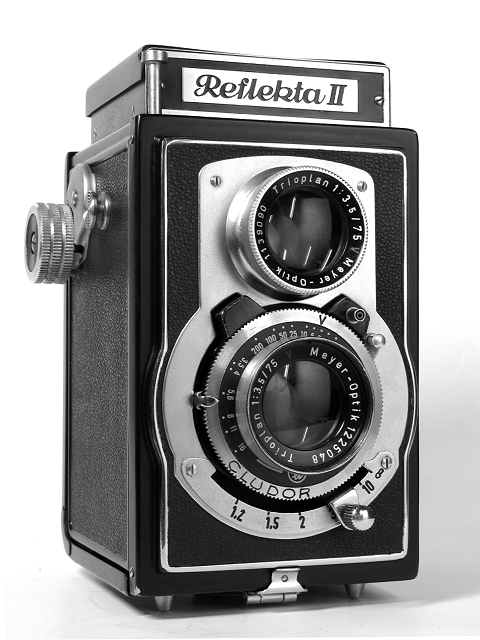
Welta Reflekta II

Durch den Zusammenschluss mit dem Kamerawerk Tharandt bekam Welta 1952 auch die neu entwickelte Reflekta II, eine TLR im Mittelformat 6 × 6 cm für 120'er Rollfilm. Die Kamera wurde mit verschiedenen Optiken und Verschlussausstattungen gefertigt. Die Objektive unterschieden sich in Qualität, Bauart, optischen Eigenschaften sowie Leistung.
Erhältlich waren:
- ROW Pololyt 1:3,5/75mm
- Meyer-Optik Trioplan 1:3,5/75mm
- Zeiss Triotar 1:3,5/75mm
- Ludwig Meritar 1:3,5/75mm

Als Verschluss wurden Junior und Vebur (B, 1-1/250s), Cludor (B, 1-1/200s) und AGC Prontor-SV (B, 1-1/300s) mit X-Synchronbuchse eingesetzt.
Der Sucher ist ein Mattscheibensucher mit ausklappbarem Lichtschacht über der zweiten Spiegelreflexoptik und einer ebenfalls ausklappbaren Lupe.
Bei ausgeklapptem Lichtschacht kann man den Innenteil des Deckels nochmals einklappen und erhält so einen Rahmensucher (Sportsucher).
Die Reflekta II hat eine Doppelbelichtungssperre. Man kann den Verschluss zwar erneut spannen, doch der Auslöser blockiert solange, bis man den Film weitertransportiert hat.
Es gibt auch verschiedene Exportmodelle – z. B.: Die durch die britische „peerless camera company“ vertriebene „Flektar“ (Reflekta) und „Peerflekta II“ (Reflekta II) sowie die durch „Penn“ vertriebene Superflex.

### Weltaflex

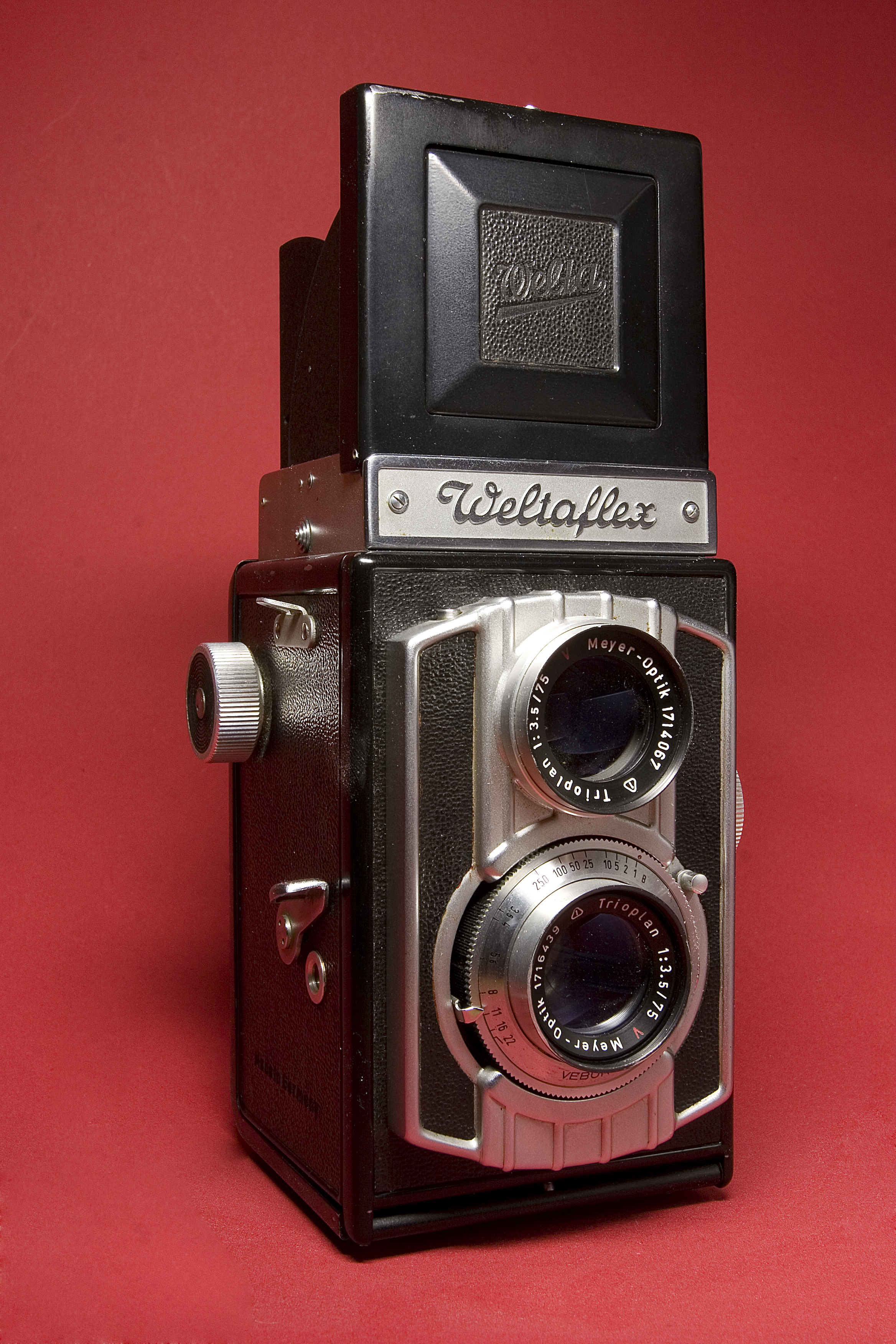
Welta Weltaflex

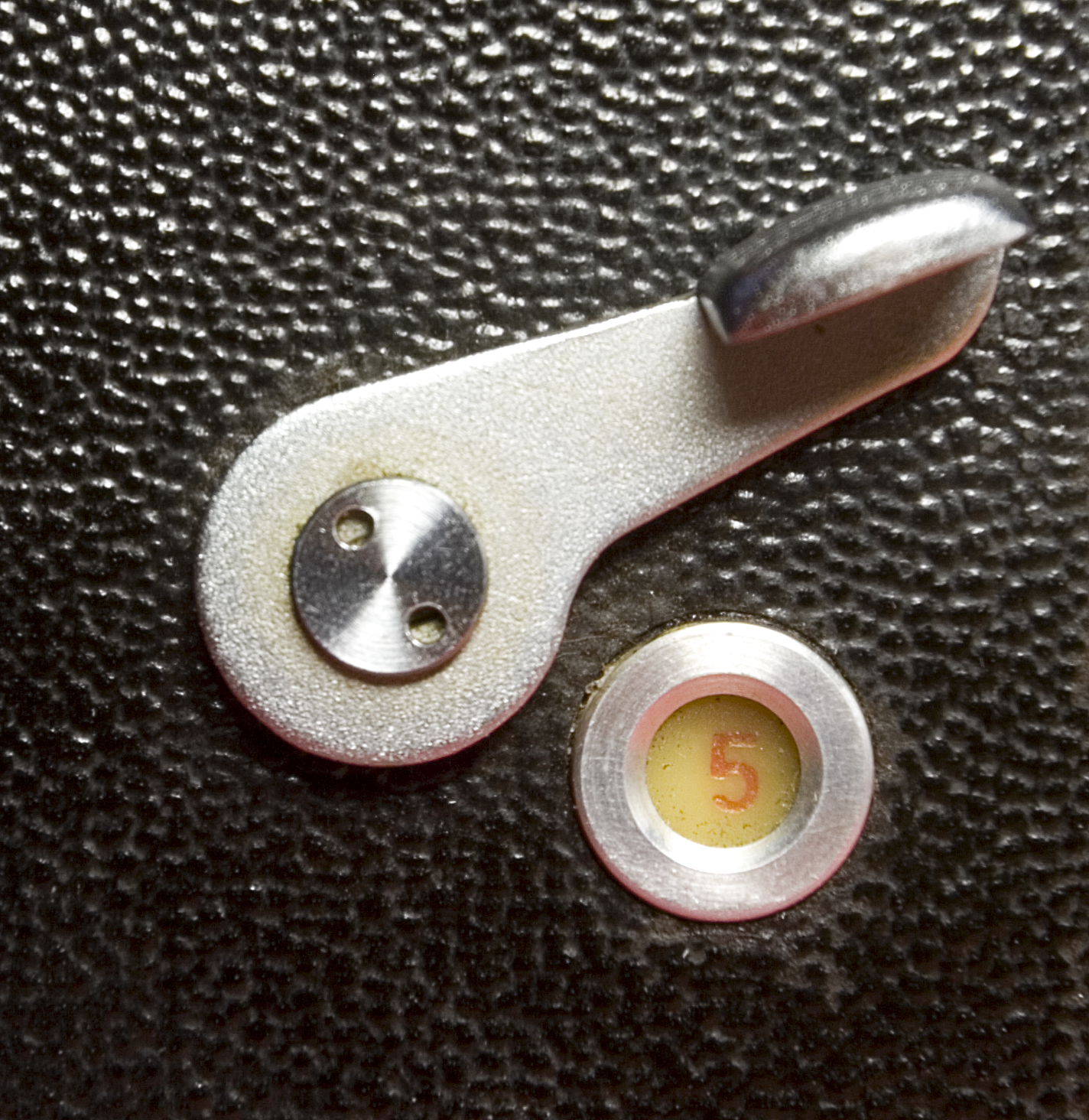
Weltaflex Bildzählwerk

Die Weltaflex ist eine Weiterentwicklung der Reflekta II aus dem Jahr 1954. Wie schon ihr Vorgänger ist auch diese Kamera eine zweiäugige Sucherkamera (TLR) im Mittelformat 6 × 6 cm für 120'er Rollfilm. Folgende Objektive waren erhältlich:
- Ludwig Meritar 1:3,5/75mm
- Meyer-Optik Trioplan 1:3,5/75mm
- ROW Rectan 1:3,5/75mm

Als Verschluss wurden Prontor-SVS (B, 1-1/300s) oder Vebur (B, 1-1/250s) eingesetzt.
Der Mattscheibensucher ist ähnlich aufgebaut wie bei der Reflekta II, allerdings lässt er sich nun ohne Werkzeug abnehmen. Der Spiegel ist im Vergleich zum Vorgängermodell nicht quadratisch, sondern trapezförmig.
Die einfachen Modelle sind lediglich mit dem üblichen Ablesefenster zum Ablesen der Bildnummer ausgestattet. Bessere Versionen haben ein selbstrückstellendes Bildzählwerk. Über eine Doppelbelichtungssperre verfügen jedoch alle Modelle.

### Orix & Penti

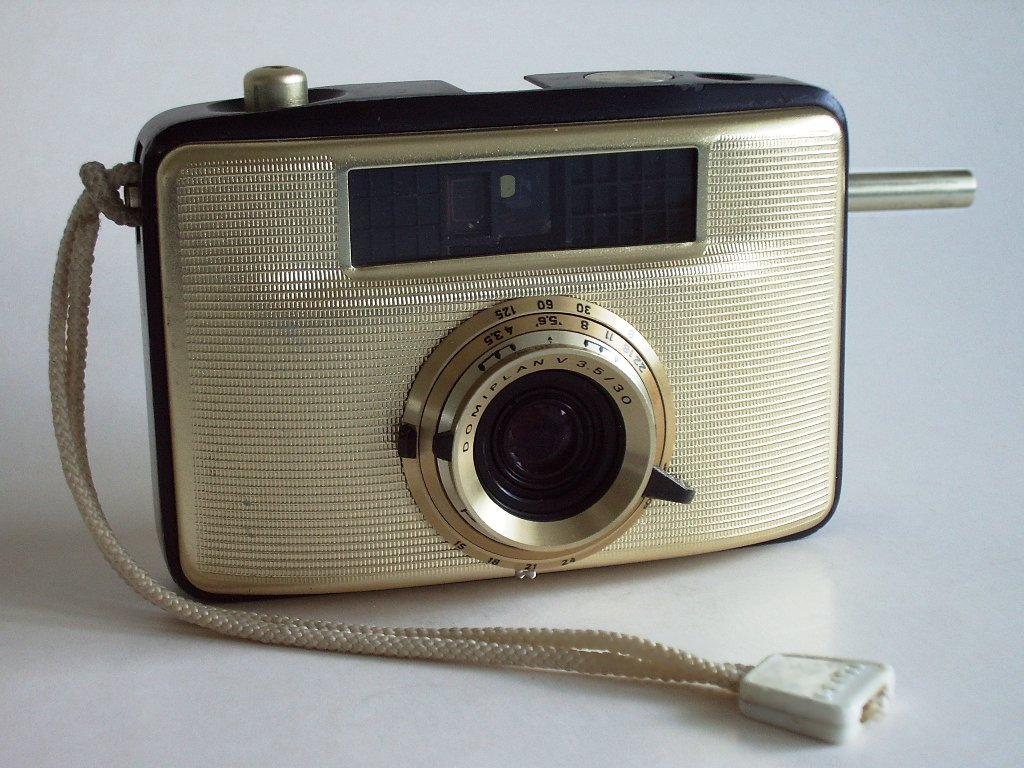
Penti II

Die Orix ist eine kompakte Taschenkamera im Kleinbild Halbformat (18 × 24 mm) als Karat-Filmpatrone mit einem Meyer-Optik Trioplan 3,5/30 mm. Sie wurde zwischen 1958 und 1959 hergestellt. Entwickelt wurde die Kamera in der Konstruktionsabteilung des VEB Zeiss Ikon Dresden von Oskar Fischer, Horst Strehle, Walter Hennig und Herbert Welzel. Die Bezeichnung „Orix“ wurde schon in der Zwischenkriegszeit von der Zeiss Ikon AG für Kameras verwendet. Noch vor Fertigstellung des Projektes wurde jedoch im Frühjahr 1957 der gesamte Stehbild-Bereich des VEB Zeiss Ikon und damit auch dessen Konstruktionsabteilung formell dem VEB Kamera-Werke Niedersedlitz unterstellt.  Die Fertigung erfolgte dann jedoch im VEB Welta-Kamera-Werke.
Schon vor der Eingliederung des VEB Welta-Kamera-Werke in den neuen VEB Kamera- und Kinowerke Dresden war die Orix als Penti im Handel, sie wird heute auch als Penti 0 bezeichnet.
Die Penti I ist eine Penti mit einem etwas geänderten Gehäuse. Statt des Meyer-Trioplan wurde nun das ähnliche Meyer-Domiplan 3,5/30 mm eingesetzt. Die Penti-Kameras waren zwischen 1959 und 1961 in einer Vielzahl unterschiedlicher Farbkombinationen technisch nahezu unverändert erhältlich. Das Nachfolgemodell Penti II, gebaut von 1961 bis 1977, ist mit einem integrierten Selen-Belichtungsmesser und einer im Sucher sichtbaren gekoppelten Nachführmessung ausgestattet.